# Titularbistum Xanthe
Das Bistum Xanthe (italienisch diocesi di Xante, lateinisch Dioecesis Xanthena) ist ein Titularbistum der römisch-katholischen Kirche.
Es geht zurück auf ein ehemaliges Bistum in der gleichnamigen byzantinischen Stadt in der Provinz Thracia Rhodope im heutigen nordöstlichen Griechenland, das der Kirchenprovinz Traianopolis in Rhodope angehörte.
| Titularbischöfe von Xanthe |                   |                                                     |               |              |
| Nr.                        | Name              | Amt                                                 | von           | bis          |
| 1                          | Guillermo Casador | Koadjutorbischof von Barcelona (Königreich Spanien) | 29. Juni 1560 | 4. Juni 1561 |